# Matthias Daum
Matthias Daum (* 19. Dezember 1979) ist ein Schweizer Journalist und Autor. Er leitet das Schweizer Büro der Wochenzeitung Die Zeit und ist einer der Moderatoren des Podcasts Servus. Grüezi. Hallo.

## Leben
Matthias Daum wuchs in Stäfa auf. Nach dem Besuch des Gymnasiums an der Kantonsschule Stadelhofen studierte er an der Universität Zürich Geschichte, Philosophie und Kunstgeschichte. Bereits während seines Studiums war er als freier Mitarbeiter für die Zürichsee-Zeitung tätig, ab 2007 auch für die Neue Zürcher Zeitung. Für die Schweizer Ausgabe der Zeit schreibt Daum seit 2009 als freier Mitarbeiter und seit 2014 als Leiter deren Schweizer Büros. Im Februar 2018 gründete er zudem als Teil von ZEIT:Alpen mit den beiden ZEIT-Redakteuren Florian Gasser und Lenz Jacobsen aus Österreich und Deutschland den Politik-Podcast Servus. Grüezi. Hallo., den sie seitdem wöchentlich moderieren.
In seiner Berichterstattung beschäftigt sich Daum neben der Schweizer Innenpolitik vor allem mit der Raum- und Verkehrsplanung, Migration und Europa.
Daum ist zudem Co-Autor der Bücher Daheim. Eine Reise durch die Agglomeration und Wer regiert die Schweiz, die 2013 und 2014 erschienen sind.
Matthias Daum lebt zusammen mit seiner Freundin und einem Kind in Zürich.

## Werke
- Daheim. Eine Reise durch die Agglomeration. NZZ Libro, Basel 2013, ISBN 978-3-03823-849-2.
- Wer regiert die Schweiz? Ein Blick hinter die Kulissen der Macht, Hier und Jetzt, Zürich 2014, ISBN 978-3-03919-320-2